# Grand Veymont
De Grand Veymont (Grote Oude Berg), 2341 m, is het hoogste punt van de Vercors, een bergketen op de grens van de Franse departementen Isère, Drôme en Hautes-Alpes. De berg markeert de grens van het natuurreservaat Réserve Naturel des Hauts Plateaux, dat deel uitmaakt van het veel grotere Parc Naturel Régional du Vercors.

## Geografie

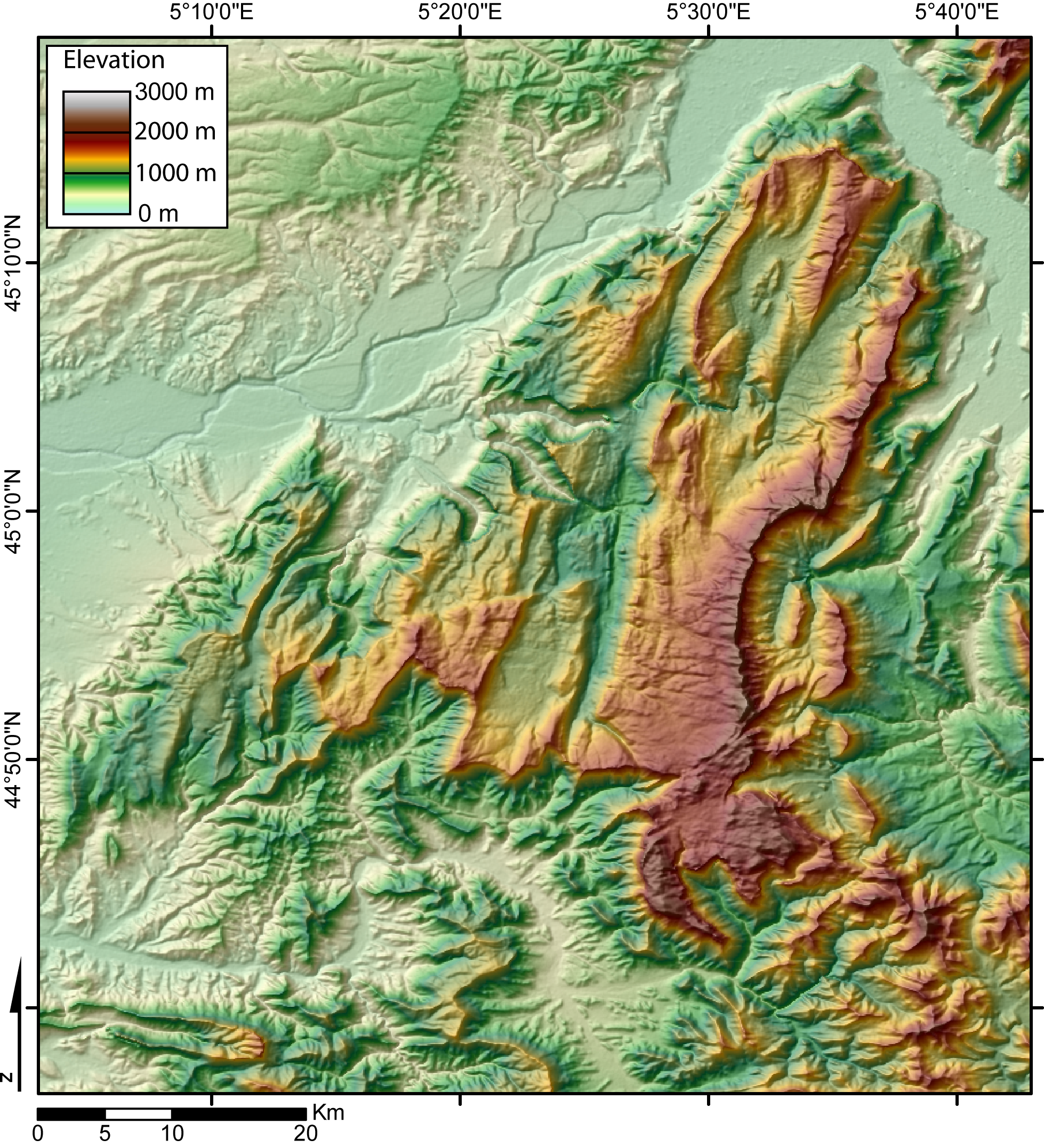
DEM (digitaal hoogtemodel) van de Vercors

De Vercors is een van de massieven van de Franse Vooralpen (Préalpes), een reeks middelgebergtes aan de westrand van de Alpen die zich uitstrekt van het Meer van Genève tot aan de Drôme.
De Grand Veymont is een langgerekte berg, noord-zuid georiënteerd, het hoogste punt van een bergketen die zich uitstrekt over 63 km, de langste ononderbroken bergketen van de Alpen. Ten noorden ligt de Pas de la Ville (1925 m), in het zuiden de Pas du Chattons (1827m). De steile oostwand daalt meer dan 1100 m af naar de vallei van de Gresse, de westwand geeft uit op het plateau dat 650 m lager ligt.

## Geologie
Geologisch gezien is de keten van de Grand Veymont een lange, noord-zuid georiënteerde convexe plooi (anticline), samengedrukt en tot 2000 m omhooggedrukt door de opdringende Alpen in het oosten. De oostelijke helft van deze plooi is nadien weggeërodeerd tot een diepe depressie, de vallei van de Gresse.
De oppervlakte van het plateau en de westelijke hellingen van de berg bestaan uit een dikke plak Urgonien-kalksteen, harde, witte kalksteen uit het Barremiaan, een geologische epoch uit het vroege Krijt. De oostelijke hellingen daarentegen bestaan uit iets ouder, afwisselende lagen kalksteen en zachtere mergel die vrij snel erodeert en grote puinkegels vormt. Op en rond de berg zijn verschillende karstverschijnselen te vinden, zoals avens, grotten, dolines, en lapiaz, ontstaan door langdurige erosie van de kalksteen door regenwater.

## Biotopen, flora en fauna
De oostelijke hellingen van de Grand Veymont zijn tot op een hoogte van ongeveer 1600 m bedekt met gemengd bos. Hogerop zijn er vooral kalkgraslanden in verschillende graden van verwering tot en met de naakte rots (lapiaz, kliffen en puinkegels). Voor de flora en fauna van de Grand Veymont, zie Hauts Plateaux du Vercors.

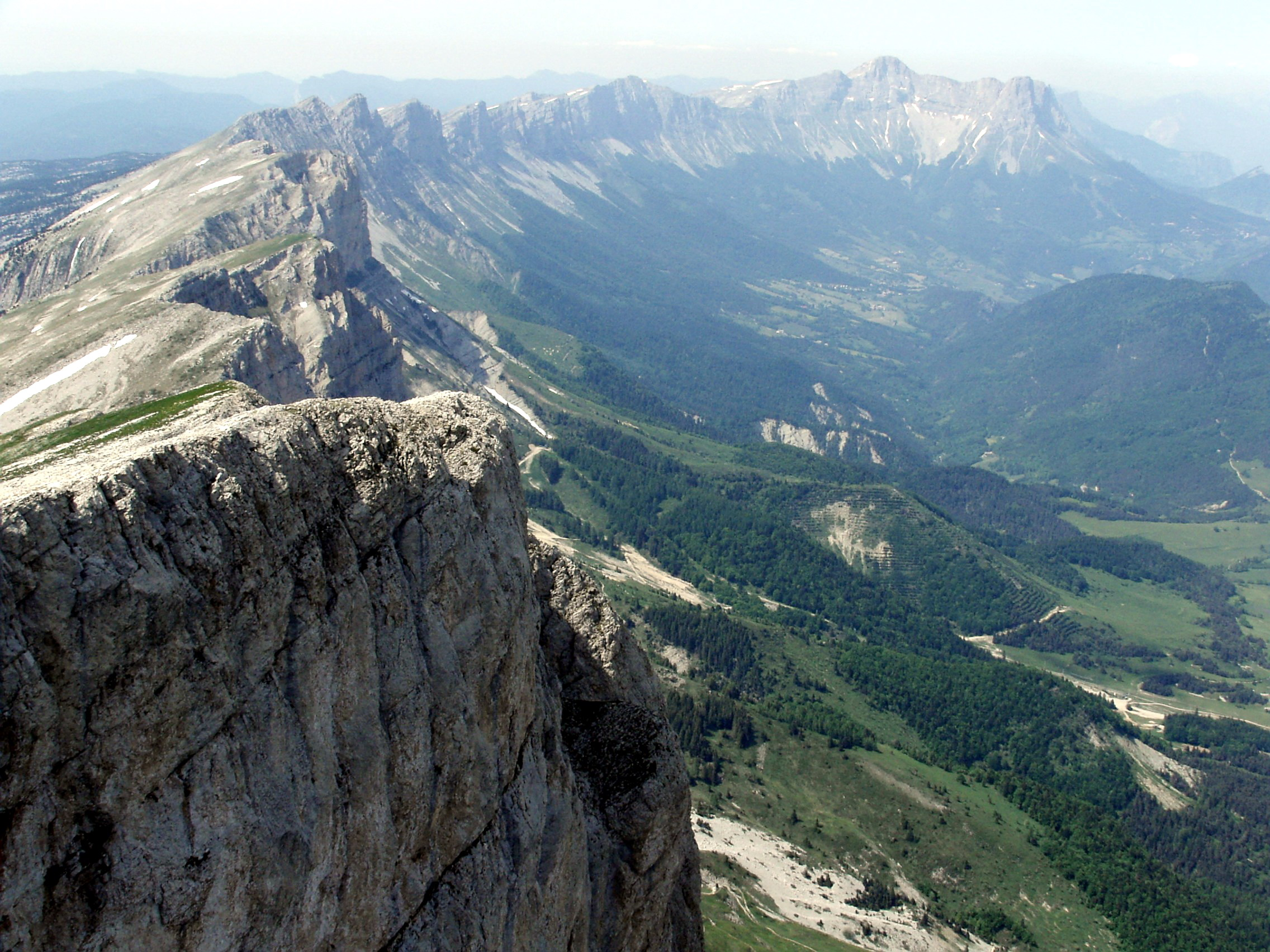
Bergketen van de Vercors gezien vanop de Grand Veymont naar het noorden

## Op de top
De top is te voet zowel vanuit het noorden als uit het zuiden vrij gemakkelijk te bereiken en is dan ook een geliefd doelwit voor dagtrips vanuit Gresse-en-Vercors. Vanop de top van de Grand Veymont kan de moedige wandelaar genieten van een 360°-panorama. Bij helder weer is in het zuiden de Mont Ventoux te zien, in het oosten de toppen van de Massif du Dévoluy en het Massif des Ecrins, in het noorden het massief van Belledonne en dat van de Mont Blanc, en naar het westen is het zicht praktisch onbeperkt over de laaggelegen Rhônevallei tot aan de Cevennen met de Mont Aigoual als hoogste punt.
Dichterbij strekt zich naar het noorden de Vercors-keten uit, met als voornaamste herkenningspunten de tweelingtoppen Grand Moucherolle (2162) en Petit Moucherolle (2159 m). Naar het zuiden, vlakbij en een heel stuk lager, de Mont Aiguille (2087 m), eenzaam en uit de pas van de rest van de keten. En links en rechts het contrast tussen de lieflijke en gecultiveerde vallei van de Gresse in het oosten, en het woeste en onbewoonde plateau in het westen.

## Foto's

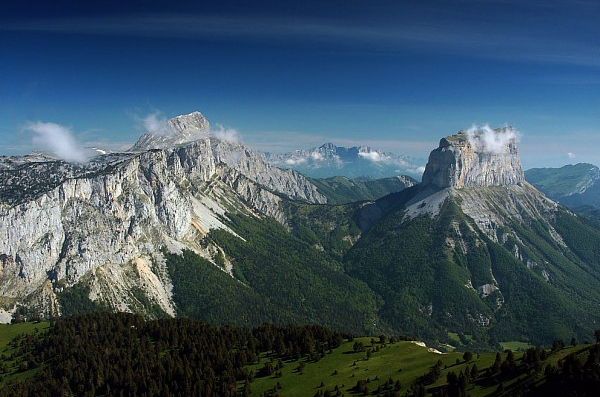
Grand Veymont en Mont Aiguille gezien vanuit het zuiden
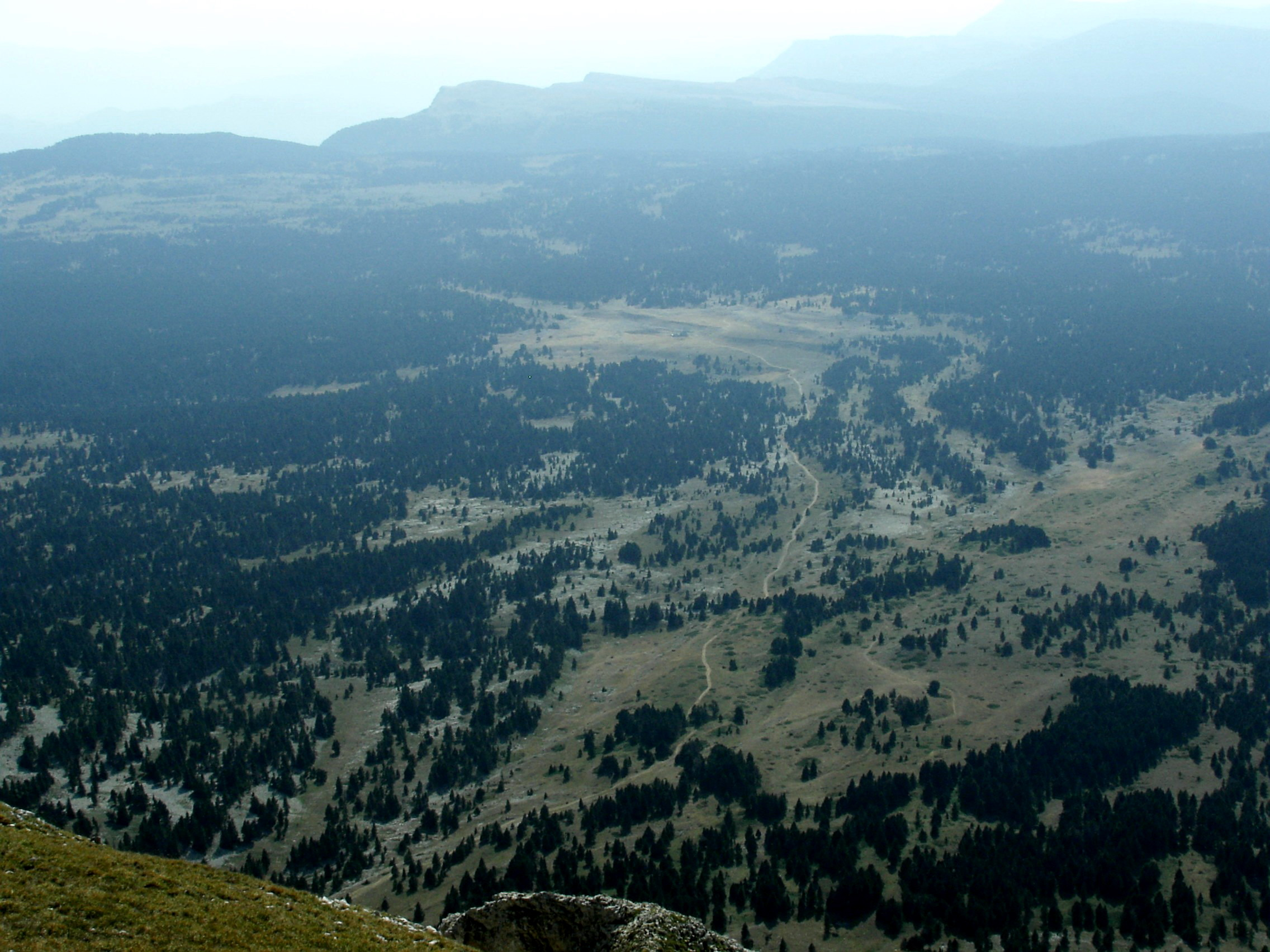
Zicht op de Hauts Plateaux van op de Grand Veymont